# 施圖巴赫松布利克山

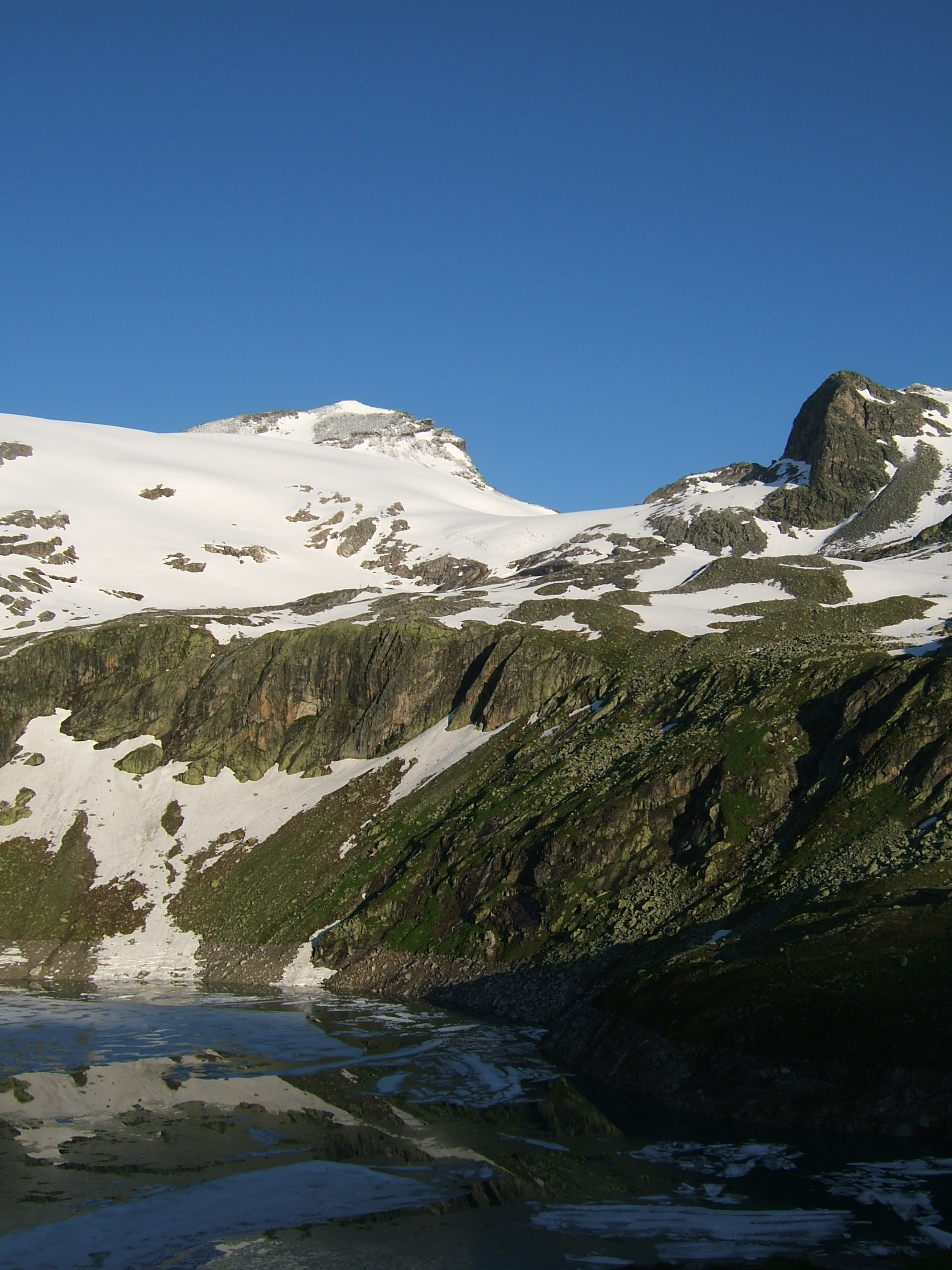

47°7′55″N 12°35′14″E / 47.13194°N 12.58722°E
施圖巴赫松布利克山，是奧地利的山峰，位於該國中部，處於薩爾茨堡州和蒂羅爾州接壤的邊界，屬於格拉納特山脈的一部分，距離盧肯科格爾山4.9公里，海拔高度3,088米，每年平均降雨量2,073毫米，人類在1871年8月24日首次登頂。